# Eugeen Schepens
Eugeen Schepens (Welden, België, 5 juni 1853 - Estación Sosa, Argentinië, 6 september 1923) was een natuurkundige en kolonist. Hij was getrouwd met de uit Paulatem afkomstige Julia De Vos, samen hebben zij tien kinderen gekregen.

## Leven
Schepens was een zoon van Jan-Baptiste Schepens en Constantia Schamp, welgestelde landbouwers die woonden aan de Reytstraat te Welden. Nadat hij de gemeenteschool in Welden doorlopen had, volgde hij humaniora aan het Onze-Lieve-Vrouw college te Oudenaarde. Nadat hij de deze school succesvol had afgerond, begon hij een studie natuurkunde aan de universiteit te Leuven. Hij heeft hier vier jaar over gedaan.

## Kolonisatie
Naar de ideeën van Schepens was België in het midden van de 19e eeuw te dichtbevolkt en hij ging op zoek naar betere levensvoorwaarden. In zijn zoektocht kwam hij te weten dat elk boerengezin dat in Argentinië wou gaan werken, gratis 32 hectare grond van de overheid ter beschikking zou krijgen. 
Hij stelde zich voor als leider van een volksplanting in Entre Rios, Argentinië. Om mensen warm te maken voor dit initiatief, hield hij in de streek van Oudenaarde voordrachten. Op 1 november 1881 begon hij in Antwerpen samen met veertig andere streekgenoten aan zijn reis naar Zuid-Amerika. Daar aangekomen stichtte hij samen met de veertig andere mensen uit Vlaanderen de succesvolle Belgische kolonie Villaguay.

## Het boek
Het boek over deze reis heeft de Spaanse titel: "Que fue de ellos: Hechos protagonizados por inmigrantes Belgas llegados a Villaguay a partir de 1882" dit betekent in het Nederlands: "Wat is er met hen gebeurd: Handelingen met Belgische immigranten uit Villaguay in 1882". Dit boek vertelt ons het wedervaren van de pioniers, zoals het door mondelinge overlevering of door brieven aan een paar familieleden in België bewaard bleef.
Op de website van de afstammelingen van deze pioniers lezen we de volgende verhalen over de successen van de groep die vertrok naar Argentinië:
Een voorbeeld van geslaagde emigratie is de groep, die vertrok uit Antwerpen in november 1881, dit waren vooral mensen uit de streek van Oudenaarde, bijeengebracht door Eugeen Schepens uit Welden. Schepens, die een jaar tevoren met een vriend Argentinië bezocht had om de grondslag te leggen voor zijn kolonisatieproject, zou de groep vergezellen en zich met hen in de Argentijnse provincie Entre Rios vestigen.
Het succes van Villaguay is voor een deel aan de aanvankelijke samenhang van de groep te danken. De gronden lagen dikwijls samen, kinderen groeiden samen op en op zondag vielen de kerkgangers samen, in de “almacén de ramos generales”, de commercie van een landgenoot, ten minste voor zover de kerk bereikbaar was, want mettertijd geraakten de families meer uitgezaaid. Het stuk land dat hun toegewezen werd lag natuurlijk niet gebruiksklaar en het rooien was zwaar werk, maar daar kon pas aan begonnen worden nadat de “rancho” van adobe gebouwd was. Bij de groep waren er niet alleen landbouwers; er waren ook een metselaar en een paar schrijnwerkers.

## Monument
In juni 2011 werd een nieuw monument voorgesteld door de Belgische vereniging in Villaguay:
"De Belgische vereniging in Villaguay, Entre Rios, stelden deze week een Belgisch monument voor voor de nieuwe autoweg in het Noorden. De volksvertegenwoordiger Fuertes ontving de Belgische gemeenschap van Villaguay en luisterden naar de details van de plannen. De voorzitter en leden van het bestuur van de Belgische vereniging, Heriberto Devetter, Gabriela Lencina Den Dauw en Claudio Borjas, stelden het plan voor aan de volksvertegenwoordiger. Het zou een eerbetoon zijn aan de gemeenschap van Oudenaarde die in de 19de eeuw immigreerden naar Argentinië. Het Belgische monument zou op het rondpunt van de weg komen, juist aan de nieuwe afrit naar Villaguay."